# Wirtschaft Ecuadors
Ecuador ist nach BIP pro Einwohner nach Kaufkraftparität das viertärmste Land Südamerikas, nach Guyana, Bolivien und Paraguay. Es beträgt 11.482 US-Dollar, das von Bolivien 7.547 $, das der Nachbarn Peru und Kolumbien 13.334 $ und 14.485 $. Zum Vergleich: das BIP pro Einwohner nach Kaufkraftparität von Deutschland beträgt 50.425 $. Die Wirtschaft Ecuadors ist stark von der Erdölproduktion abhängig, die fast 60 % der Exporte erwirtschaftet. Seit dem Jahr 2000 hat Ecuador keine eigene Währung mehr, sondern der US-Dollar ist offizielles Zahlungsmittel. Eine weitere Besonderheit der Volkswirtschaft des Andenstaates sind seine zahlreichen Arbeitsemigranten. Etwa ein Fünftel der Ecuadorianer lebt im Ausland, vor allem in den USA und Spanien.
Im Index für wirtschaftliche Freiheit belegte das Land 2017 Platz 160 von 180 Ländern.

## Wirtschaftliche und soziale Lage
Ecuador ist gemessen am BIP pro Kopf nach Kaufkraftparitäten das viertärmste Land Südamerikas. Wie in den meisten lateinamerikanischen Ländern ist die wirtschaftliche Ungleichheit extrem hoch: Während die oberen 20 % etwa 58 % des Nationaleinkommens erzielen, bleiben für die unteren 40 % lediglich 11 %.
Ecuador hat knapp 14 Millionen Einwohner und gehört damit zu den mittleren Staaten Südamerikas. Die Bevölkerung ist weniger als ein Fünftel so groß wie die Deutschlands, halb so groß wie die Perus, gut ein Viertel so groß wie die Kolumbiens und fast doppelt so groß wie die Boliviens. Etwa 40 % der Bevölkerung ist unter 15 Jahre und nur 5 % über 65. Das Durchschnittsalter liegt bei 23 Jahren (in Deutschland bei 42) – in Südamerika sind nur die Bolivianer und die Paraguayer jünger. Die Lebenserwartung liegt mit 73 Jahren für Männer nur drei Jahre unter der Deutschlands. Die arbeitende Bevölkerung beträgt gut vier Millionen Menschen.
Nach Angaben von UNICEF belegt das Land mit einer Kindersterblichkeit (unter 5) von 2,5 % nur den 102. Rang weltweit. 16 % der Neugeborenen und 12 % der Fünfjährigen sind unterernährt. 6 % der Bevölkerung fehlt Zugang zu sauberem Trinkwasser und 11 % haben keine adäquaten Sanitätseinrichtungen. Dabei ist die Situation der Landbevölkerung signifikant schlechter als die in der Stadt.
Nach Angaben der WHO liegt die Lebenserwartung für Männer mit 70 Jahren im südamerikanischen Mittelfeld (Schlusslicht ist Bolivien mit 63 Jahren, Spitzenreiter Chile mit 74). Ähnliches trifft auf die Säuglingssterblichkeit (unter 1) und die Kindersterblichkeit (unter 5) mit 23 pro Tausend bzw. 25 pro Tausend zu – allerdings ist hier der Abstand sowohl zu Bolivien (52/65) und Chile (8/10) größer. 15 % der Bevölkerung leben von weniger als einem Dollar am Tag – nach Bolivien und Paraguay der höchste Wert auf dem Subkontinent. Dagegen wird Ecuador beim Zugang zu sauberem Trinkwasser (89 % in ruralen Gegenden) und Sanitätseinrichtungen (82 %) nur von Uruguay übertroffen. Eine mögliche Erklärung ist die hohe Bevölkerungsdichte bei gleichzeitig geringer Urbanisierung, die eine Erschließung gleichzeitig dringlicher und günstiger machen (siehe Geographie Ecuadors). Mit 5,5 % Gesundheitsausgaben am BIP liegt Ecuador im unteren Mittelfeld: Schlusslicht Peru gibt 4,1 % aus, Argentinien 9,6 % – aber Erfolgsland Chile auch nur 6,1 %. Mit 12 Toten im Jahr pro 100.000 Menschen spielt HIV/Aids in Ecuador wie in den meisten Ländern Südamerikas keine große Rolle – traurige Ausnahmen sind hier Guyana und Surinam mit mehr als 150 Toten pro 100.000. In einigen Staaten Sub-Sahara Afrikas liegt diese Zahl im vierstelligen Bereich (in Deutschland sind es „unter 10“). Erstaunlicherweise hat Ecuador nach WHO-Angaben nach Chile mit 5,6 % die zweitniedrigste Rate an Schwangerschaften von Minderjährigen – was aber auch an veralteten Daten liegen kann. Das Nachbarland Kolumbien ist hier mit 9,2 % führend. Die wirtschaftliche Unterentwicklung lässt sich auch daran ablesen, dass nur 4,2 % der Ecuadorianer das Internet benutzen (nur in Paraguay und Bolivien sind es weniger) und das es lediglich 11 Telefone pro 100 Einwohner gibt – weniger als halb so viele wie in Chile, Argentinien oder Brasilien (obwohl hier wieder die hohe Bevölkerungsdichte helfen sollte).

## Wirtschaftsdaten
Über die letzten vier Jahre wuchs das BIP real um 4,9 % im Jahr, das entspricht bei einem Bevölkerungswachstum von 1,4 % p. a. etwa 3,5 % Pro-Kopf-Wachstum im Jahr. Die reale Inlandsnachfrage wuchs dabei überproportional mit 5,6 %. Die Inflation ist seit der Dollarisierung moderat und relativ stabil und lag 2002–06 bei durchschnittlich 5,7 %. Die Leistungsbilanz betrug durchschnittlich −0,8 % des BIP und die ausländischen Direktinvestitionen 2,2 % des BIP.
Im Juli 2007 lag die Staatsverschuldung bei 25 % des BIP, die jährliche Inflation bei 2,6 % und das jährliche Wirtschaftswachstum bei 3,4 %.
| Wirtschaftsdaten Ecuadors 1980–2007 | Wirtschaftsdaten Ecuadors 1980–2007 | Wirtschaftsdaten Ecuadors 1980–2007 | Wirtschaftsdaten Ecuadors 1980–2007 | Wirtschaftsdaten Ecuadors 1980–2007 | Wirtschaftsdaten Ecuadors 1980–2007 | Wirtschaftsdaten Ecuadors 1980–2007 | Wirtschaftsdaten Ecuadors 1980–2007 | Wirtschaftsdaten Ecuadors 1980–2007 | Wirtschaftsdaten Ecuadors 1980–2007 | Wirtschaftsdaten Ecuadors 1980–2007 | Wirtschaftsdaten Ecuadors 1980–2007 | Wirtschaftsdaten Ecuadors 1980–2007 | Wirtschaftsdaten Ecuadors 1980–2007 | Wirtschaftsdaten Ecuadors 1980–2007 | Wirtschaftsdaten Ecuadors 1980–2007 | Wirtschaftsdaten Ecuadors 1980–2007 | Wirtschaftsdaten Ecuadors 1980–2007 | Wirtschaftsdaten Ecuadors 1980–2007 | Wirtschaftsdaten Ecuadors 1980–2007 | Wirtschaftsdaten Ecuadors 1980–2007 | Wirtschaftsdaten Ecuadors 1980–2007 | Wirtschaftsdaten Ecuadors 1980–2007 | Wirtschaftsdaten Ecuadors 1980–2007 | Wirtschaftsdaten Ecuadors 1980–2007 | Wirtschaftsdaten Ecuadors 1980–2007 | Wirtschaftsdaten Ecuadors 1980–2007 | Wirtschaftsdaten Ecuadors 1980–2007 | Wirtschaftsdaten Ecuadors 1980–2007 |
| ----------------------------------- | ----------------------------------- | ----------------------------------- | ----------------------------------- | ----------------------------------- | ----------------------------------- | ----------------------------------- | ----------------------------------- | ----------------------------------- | ----------------------------------- | ----------------------------------- | ----------------------------------- | ----------------------------------- | ----------------------------------- | ----------------------------------- | ----------------------------------- | ----------------------------------- | ----------------------------------- | ----------------------------------- | ----------------------------------- | ----------------------------------- | ----------------------------------- | ----------------------------------- | ----------------------------------- | ----------------------------------- | ----------------------------------- | ----------------------------------- | ----------------------------------- | ----------------------------------- |
| Jahre                               | 80                                  | 81                                  | 82                                  | 83                                  | 84                                  | 85                                  | 86                                  | 87                                  | 88                                  | 89                                  | 90                                  | 91                                  | 92                                  | 93                                  | 94                                  | 95                                  | 96                                  | 97                                  | 98                                  | 99                                  | 00                                  | 01                                  | 02                                  | 03                                  | 04                                  | 05                                  | 06                                  | 07                                  |
| Wachstum des BIP p.c.               |                                     | 1,0                                 | 0,6                                 | −5,5                                | 1,5                                 | 1,8                                 | 0,6                                 | −8,5                                | 8,1                                 | −2,1                                | 0,7                                 | 2,8                                 | 1,3                                 | −0,2                                | 2,5                                 | −0,4                                | 0,3                                 | 2,1                                 | 0,1                                 | −8,2                                | 0,9                                 | 9,2                                 | 0,1                                 | 2,2                                 | 6,5                                 | 3,3                                 | 3,0                                 | 1,8                                 |
| Inflation (Konsumerpreise)          | 13                                  | 16                                  | 16                                  | 48                                  | 31                                  | 28                                  | 23                                  | 30                                  | 58                                  | 76                                  | 49                                  | 49                                  | 54                                  | 45                                  | 27                                  | 23                                  | 24                                  | 31                                  | 36                                  | 52                                  | 96                                  | 18                                  | 13                                  | 8                                   | 3                                   | 2                                   | 3                                   | 3                                   |
| Leistungsbilanz in % des BIP        | −4                                  | −7                                  | −8                                  | −1                                  | −2                                  | 1                                   | −5                                  | −10                                 | −5                                  | −6                                  | −4                                  | −6                                  | −2                                  | −4                                  | −4                                  | −4                                  | −1                                  | −3                                  | −9                                  | 5                                   | 5                                   | −3                                  | −5                                  | −1                                  | −1                                  | 0                                   | 4                                   | 4                                   |

An den historischen Wirtschaftsdaten sind die schwersten Wirtschaftskrisen der jüngeren Geschichte gut abzulesen. 1983 sorgte die Schuldenkrise in Lateinamerika für negatives Wachstum, 1986–87 der Zusammenbruch des OPEC-Kartells und der darauf folgende Sturz des Öl-Preises. 1999–2000 folgte eine schwere Banken- und Währungskrise. Eine Folge der permanenten Wirtschaftskrisen ist, dass im Jahre 2000 das Pro-Kopf-Einkommen unter dem Niveau von 1980 lag. Der Anteil Ecuadors an der Weltwirtschaftsleistung ist seit 1980 von 1,1 ‰ auf 0,9 ‰ gefallen. Weiterhin auffallend sind die hohen Inflationsraten, besonders zwischen Schuldenkrise und Dollarisierung. Die einzigen Jahre mit deutlich positiver Leistungsbilanz sind die Krisenjahre 1999–2000, als der Sucre massiv abgewertet wurde sowie die letzten beiden Jahre mit ihren hohen Ölpreisen und der Fertigstellung einer zweiten transandinen Pipeline.

## Außenhandel

### Exporte
Der Export Ecuador basiert vor allem auf Erdöl. Im Jahre 2006 wurden insgesamt Waren im Wert von 12,7 Mrd. US$ (FOB) exportiert. Davon waren 6,6 Mrd. $ Rohöl, 1,2 Mrd. $ Bananen, 0,7 Mrd. $ Fischereiprodukte, 0,6 Mrd. $ Erdölderivate, 0,6 Mrd. $ Shrimps, 0,6 Mrd. $ Metalle und Maschinen, 0,4 Mrd. $ Schnittblumen, 0,2 Mrd. $ Kakao und 0,1 Mrd. $ Kaffee. Der Erdölsektor macht damit 59 % aller Exporte aus. Von den traditionellen Exporten Bananen, Kakao und Kaffee spielen nur noch die ersten eine wichtige Rolle. Nicht-traditionelle Exporte wie Metallwaren, Shrimps und Schnittblumen sind zwar seit den 1980er Jahren stark angewachsen, gegenüber den Erdöleinnahmen jedoch immer noch weitgehend bedeutungslos.
Die wichtigsten Märkte sind die USA (54 %), Peru (9 %), Kolumbien (5 %) und Chile (4 %).

### Importe
Da Ecuador keine ausreichenden Raffineriekapazitäten besitzt, muss es Erdölderivate wie Benzin und Diesel einführen. Diese machten 2006 rund ein viertel aller Importe aus. Die wichtigsten Lieferanten sind die USA (25 %), Kolumbien (15 %), Venezuela (8 %) und Brasilien (7 %).

### Handelspolitik und Freihandelsabkommen
Ecuador erlebte zwischen 1989 und 1994 eine Periode radikaler Handelsliberalisierung. Unter Präsident Rodrigo Borja wurde der durchschnittliche Zollsatz von über 40 % auf unter 12 % gesenkt. Der maximale Zollsatz fiel von 290 % auf 20 % (nur Autos, insbesondere Gebrauchtwagen, wurden höher verzollt). Des Weiteren wurden zahlreiche nicht-tarifäre Handelshemmnisse beseitigt und der Sucre drastisch abgewertet. Des Weiteren wurden ausländische Direktinvestitionen erleichtert. Unter Borjas' Nachfolger Sixto Durán Ballén trat Ecuador in den Andenpakt und die WTO ein.
1991 wurde Ecuador außerdem zusammen mit den anderen Andenstaaten Kolumbien, Peru und Bolivien von den USA in das Präferenzabkommen Andean Trade Preference Act (ATPA) aufgenommen. Mit der Zollbefreiung von einzelnen andinen Agrarprodukten – etwa Schnittblumen – sollte den Landwirten ein positiver Anreiz gegeben werden auf den Anbau von Coca oder Schlafmohn zu verzichten. Das ATPA ist Teil des sogenannten Anti-Drogen-Kriegs (War on Drugs) der USA, der unter anderem auch den Plan Colombia hervorgebracht hat. Für Ecuador wurde der Vertrag bis Februar 2008 verlängert.
Im Moment laufen Verhandlungen für ein Freihandelsabkommen mit Chile und eine Mitgliedschaft im Mercosur. Die Verhandlungen für ein Freihandelsabkommen mit den USA wurden 2006 von den USA wegen der Energiepolitik der Regierung Correa abgebrochen.

## Geldpolitik und Dollarisierung

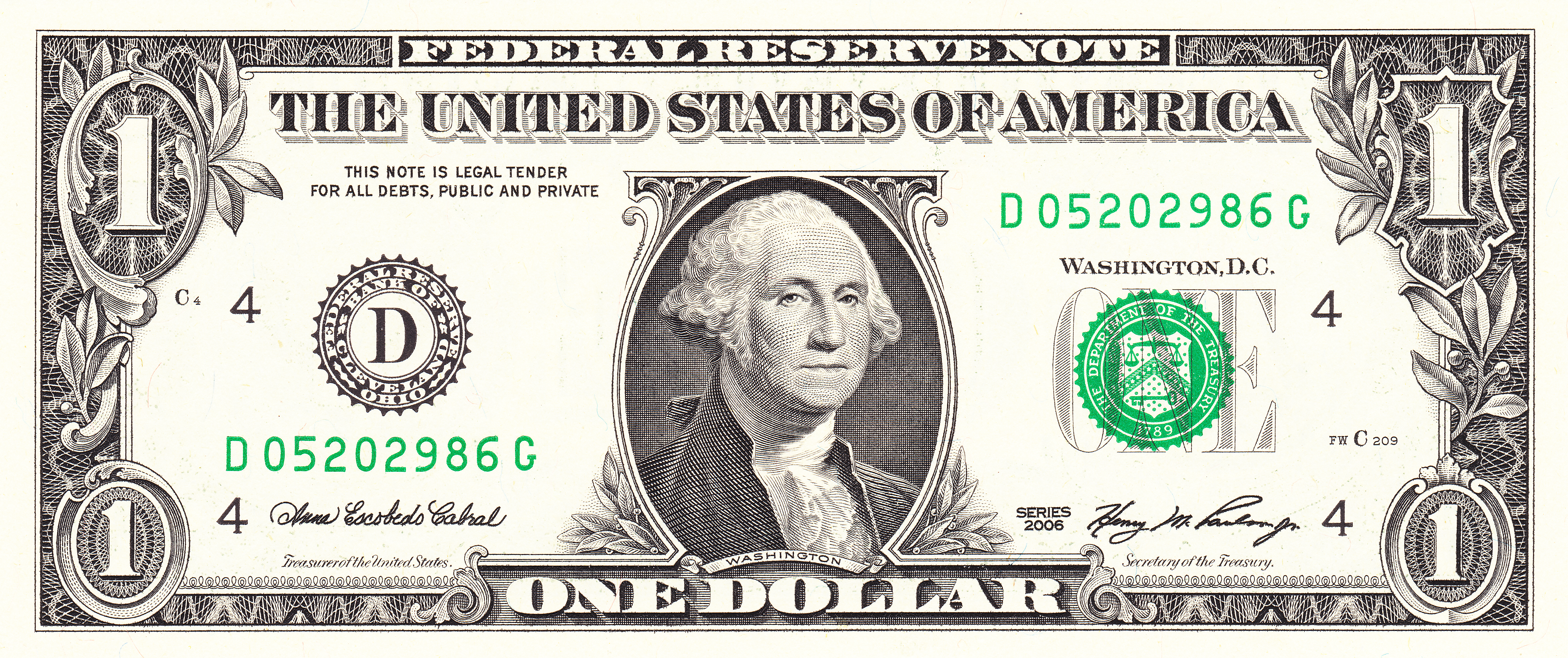
Vorderseite der US-amerikanischen 1-Dollar-Banknote

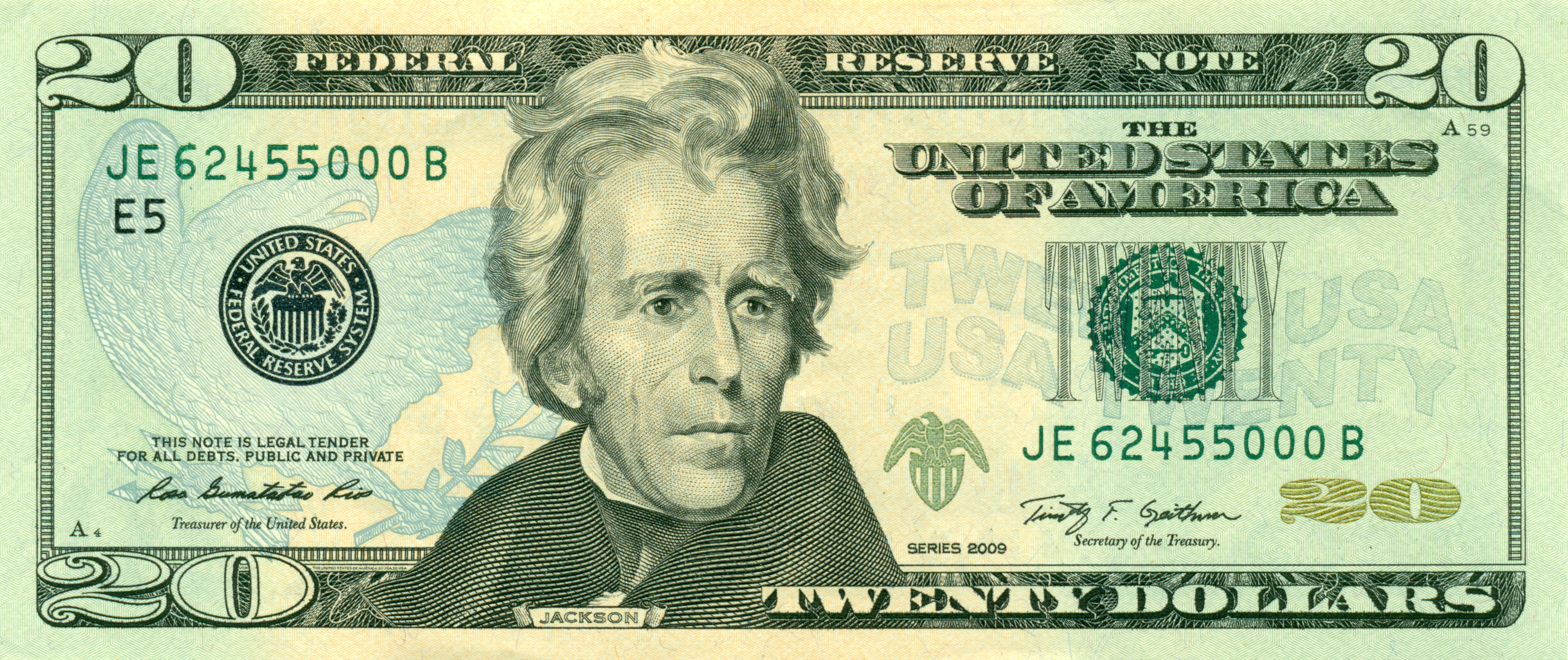
Vorderseite der US-amerikanischen 20-Dollar-Banknote

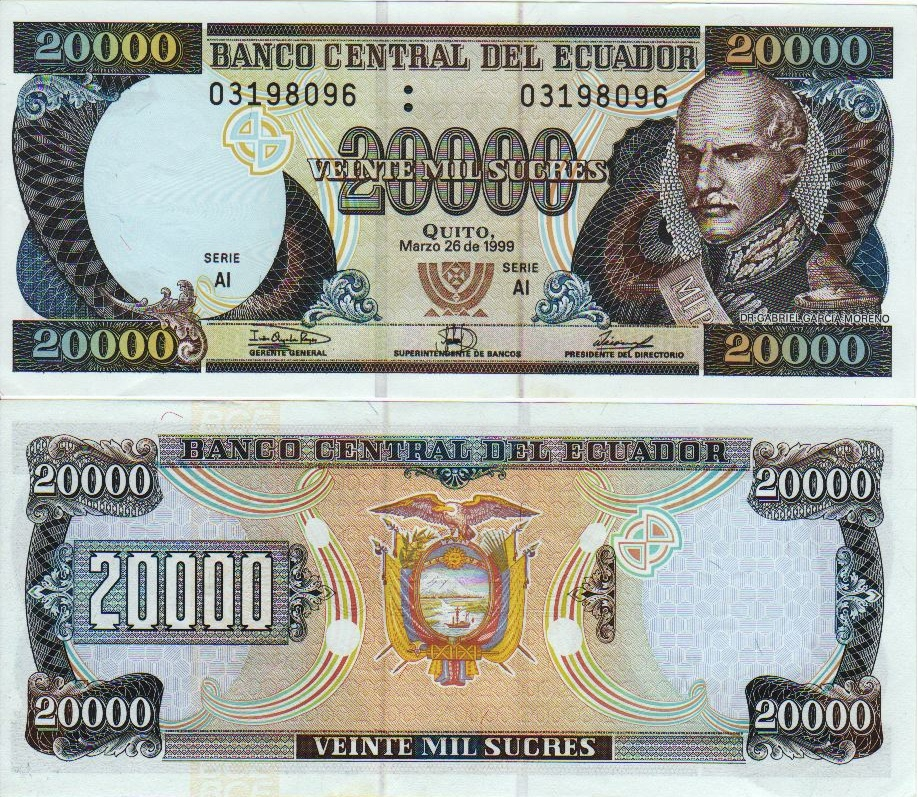
Ecuadorianische 20.000 Sucres Banknote

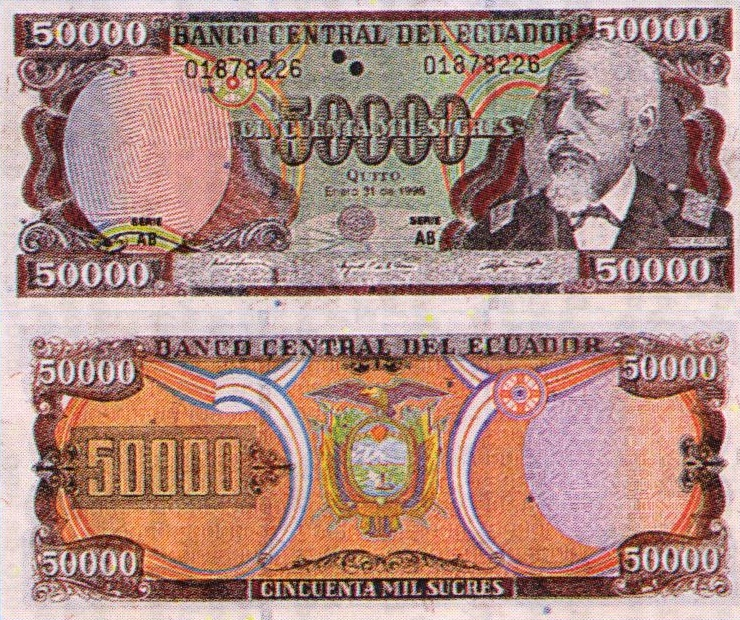
Der größte jemals gedruckte Sucre-Schein, Ende 1999 gerade noch zwei Dollar wert

### Geschichte der Dollarisierung
Am 9. Januar 2000 kündigte Präsident Jamil Mahuad an, die Ecuadorianische Währung Sucre abzuschaffen und den US-Dollar als offizielles Zahlungsmittel des Landes einzuführen. 22 Tage später wurde er auf Druck von Militärs und Indigenenverbänden wie dem CONAIE nicht zuletzt aufgrund dieser Entscheidung gestürzt und durch seinen Vize Gustavo Noboa ersetzt. Trotzdem bezahlt man in Ecuador bis heute mit dólares.

### Frühere Dollarisierungen
Nur wenige Länder hatten zuvor eine vollständige Dollarisierung durchgeführt. Dieses Wechselkursregime bestand davor nur in einigen halb-autonomen Territorien und Staaten wie Panama (seit dem Kanalbau 1904), den Marshallinseln oder Palau (seit 1944). Ein Jahr nach der Dollarisierung in Ecuador folgte El Salvador und später Liberia. Guatemala führt den Dollar als offizielle Zweitwährung.

### Vor- und Nachteile
Eine Dollarisierung – die Übernahme einer fremden Währung als offizielles Zahlungsmittel – bedeutet das Ende jeglicher Geldpolitik, das heißt, das Geldangebot und damit das Zinsniveau kann nicht mehr von der Politik gesteuert werden. Als einzige makroökonomische Politik bleibt Fiskalpolitik. Außerdem verliert das Land die Seigniorage aus der Ausgabe von Bargeld. Des Weiteren fällt eine Abwertung als mögliche Reaktion auf exogene Schocks weg. Im Gegenzug erhält das Land eine stabile Währung und der Schwarzmarkt wird eliminiert.

### Krise in Ecuador 1998–2000

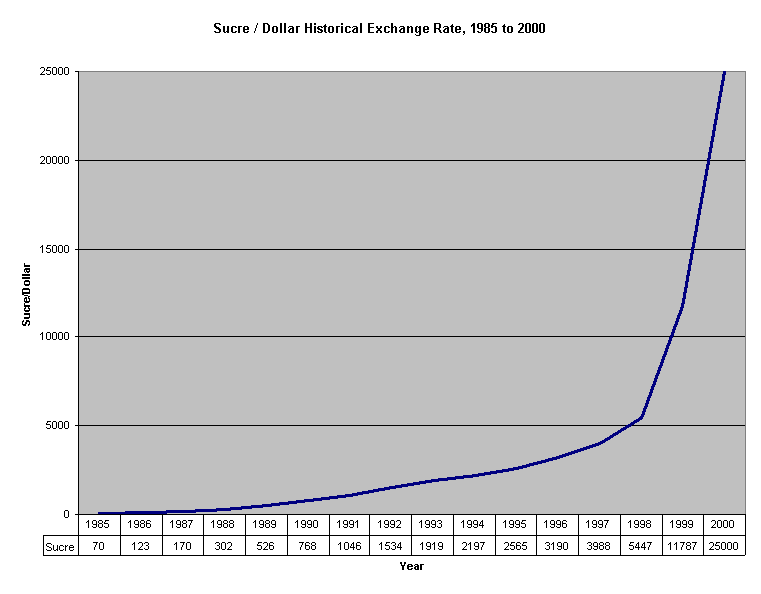
Sucre-Dollar Wechselkurs

Nach mehreren ökonomischen Schocks (Krieg mit Peru 1995, El Niño 1997, Russland- und Asienkrise 1997-8) sowie einem historischen Tiefstand des Öl-Preises beliefen sich die Auslandsschulden des Landes 1998 auf 13 Mrd. Dollar – mit mehr als zwei Drittel des BIP ein Negativrekord in Lateinamerika. 1998 entwickelte sich in Ecuador eine Banken- und Währungskrise. Mehrere Banken gingen bankrott, die Zentralbank erhöhte die Geldmenge um das Bankensystem zu stützen, worauf der Sucre stark abwertete. Durch Devisenmarktinterventionen – die die Abwertung nur wenig bremsen konnten – verlor die Zentralbank zusehends ihre Devisenreserven. Für zwei Jahre versank Ecuador in ökonomischem Chaos. Die Inflation betrug 1999 mehr als 60 % und 2000 beinahe 100 % – Rekord in Lateinamerika. Der Sucre wertete weiter ab – 30 % 1998 und nochmals 67 % im Jahr darauf. Der ecuadorianische Staat verlor Zugang zum internationalen Kreditmarkt und im Inland wurden die Bankkonten eingefroren, um das Bankensystem zu stützen. Die Zentralbank hatte die Kontrolle über alle geldpolitischen Größen verloren – Inflation, Wechselkurs und Geldmenge. Das BIP fiel 1999 um dramatische 30 % von 20 Mrd. $ auf 14 Mrd. $ (gemessen in Sucre um 6,2 %). Nach Angaben des Instituto Nacional de Estadísticas y Censos (INEC) verdoppelte sich der Anteil der Armen von 34 % auf 71 %, und der Anteil der extrem Armen verdreifachte sich beinahe von 12 % auf 31 %. Die ökonomische Ungleichheit, die schon in den frühen 1990ern angestiegen war, verschlechterte sich weiter. Der Anteil am Nationaleinkommen der reichsten 20 % erhöhte sich von 52 % 1990 auf 55 % 1995 und 61 % 1999. Der Anteil des fünften Quintils fiel von 4,6 % auf 4 % und nur noch 2,5 %. Angeblich emigrierten alleine zwischen 1998 und 2000 etwa 200.000 Ecuadorianer. The Economist bezeichnete das Land im Jahr 2000 als das „instabilste Lateinamerikas“. De facto war der US-Dollar längst wichtigstes Zahlungsmittel geworden.

### Entwicklung bis heute
Die relevanten internationalen Organisationen Internationaler Währungsfonds, Interamerikanische Entwicklungsbank und Weltbank befürworteten die Dollarisierung. Seit der Dollarisierung hat sich die Inflation deutlich stabilisiert (5,7 % 2002–06 und 2,6 % im Juli 2007) und das Bankensystem erholt. Gründe für letzteres sind aber nicht zuletzt eine moderat wachsende Wirtschaft aufgrund des hohen Ölpreises und höhere Überweisungen von im Ausland lebenden Ecuadorianern, die inzwischen nach Öl die wichtigste Devisenquelle des Landes sind. Der reale Wechselkurs stieg durch die im Vergleich zu den USA höhere Inflation in den letzten Jahren wieder auf das Niveau der 1990er Jahre, nachdem er 1998–2000 stark abgewertet worden war. Allerdings scheint die Inflation langsam auf internationales Niveau zu konvergieren. Am 15. Dezember 2008 kam das Land in einen Zahlungsverzug bei der Begleichung von Auslandskrediten, indem es Zinsen für eine im Jahr 2000 ausgegebene und bis 2012 laufende Anleihe nicht bezahlte. Präsident Correa begründete diesen Schritt damit, dass die von früheren Regierungen aufgenommenen Kredite „illegitim und die Gläubiger ... unmoralisch“ seien.

### Heutiges Bankwesen
Die Banken Ecuadors sind teilweise zu Finanzgruppen zusammengeschlossen, dazu gehören unter anderem:
- Grupo Financiero Banco Internacional mit den Unternehmen Banco Internacional, Interfondos, Seguros Cervantes
- Grupo Banco del Pacífico mit Banco del Pacífico, Banco del Pacífico Panamá und andere

## Arbeitsemigration
In den letzten 40 Jahren sind etwa 2,5 Millionen Ecuadorianer als Arbeitsmigranten ausgewandert, mehr als die Hälfte der heutigen Arbeitsbevölkerung des Landes. Obwohl diese Bevölkerungsverschiebung nicht die Ausmaße der Urbanisierung und auch nicht die Land-Land-Wanderung innerhalb Ecuadors erreicht, bedeutet dies relativ eine der größeren Emigrationsbewegungen der modernen Geschichte. Die wichtigsten Ziele sind die Vereinigten Staaten, Spanien, Italien, die Benelux-Länder, Großbritannien, Kanada, Chile und die Schweiz. In Spanien leben etwa 800.000 Ecuadorianer und in spanischen Schulen bilden Ecuadorianer noch vor Marokkanern die größte Minderheit. Andere Autoren nennen 500.000 Ecuadorianer in Spanien, von denen gerade einmal 180.000 eine Aufenthaltserlaubnis haben. In New York bilden 600.000 Ecuadorianer die größte lateinamerikanische Bevölkerungsgruppe. Damit ist New York die drittgrößte Stadt Ecuadors. Weitere 100.000 leben jeweils in Chicago und Los Angeles, weitere 60.000 in Washington, D.C. In Italien leben 60.000–120.000 Ecuadorianer. Einer Umfrage aus dem Jahr 2002 zufolge wünschen sich 45 % der erwachsenen Bevölkerung auszuwandern. Die Auswanderer sind typischerweise zwischen 18 und Mitte 30 und beinahe ein Drittel der Auswanderer aus Städten hat eine Hochschulausbildung. So hat Ecuador insgesamt etwa 200.000 gut ausgebildete Arbeitskräfte und Bürger verloren.
Die Rücküberweisungen (remesas) von im Ausland lebenden Ecuadorianern sind seit den frühen 1990er Jahren um ein Vielfaches gestiegen und haben inzwischen einen großen makroökonomischen Einfluss. 1991 betrugen die Überweisungen 109 Millionen Dollar (0,5 % des BIP), zwei Jahre später bereits beinahe das Doppelte und im Jahr 2000 mit 1,3 Milliarden (8 % des BIP) beinahe die gesamten Erlöse aller nicht-Erdöl-Exporte. Zum Vergleich: Die internationale Entwicklungshilfe betrug im gleichen Jahr 120 Millionen Dollar plus 600 Millionen in Krediten. In den letzten Jahren sind die Überweisungen nochmals deutlich angestiegen auf mehr als 2 Milliarden im Jahre 2005 (6 % des BIP). Seit Jahren schon sind die Überweisungen größer als der Schuldendienst für die Auslandsschulden Ecuadors. Die Überweisungskosten betragen zwischen 4 % und 30 %. In der südlichen Sierra wie den Provinzen Azuay, Cañar und Loja haben 60 % der Familien Verwandte, die im Ausland leben. Einer Studie der Interamerikanischen Entwicklungsbank zufolge werden 61 % der Überweisung für tägliche notwendige Ausgaben, 22 % für Investitionen und 17 % für „Luxusausgaben“ verwendet. Zwei Drittel der Empfänger der Zahlungen sind Frauen. Die Empfänger sind typischerweise Familien mit überdurchschnittlichem Einkommen.

## Informeller Sektor und Mikrounternehmen
Einer umfangreichen Studie von USAid zufolge gibt es in Ecuador etwa 700.000 Mikrounternehmen, in denen mehr als eine Million Menschen arbeiten (andere Schätzungen betragen 950.000 bis 1,7 Millionen Menschen). Mehr als ein Drittel aller urbanen Unter- und Mittelschichtsfamilien führt ein Mikrounternehmen. Insgesamt erwirtschaftet der Sektor mehr als ein Viertel des BIP Ecuadors. Nur ein Viertel der Unternehmen sind registriert (besitzen ein RUC) und nur 15 % sind im Sozialversicherungssystem eingeschrieben. Frauen sind in diesem informellen Sektor deutlich überrepräsentiert. 55 % der Mikrounternehmen sind im Bereich Handel tätig, 26 % in Dienstleistungen und 19 % in der Produktion. Die Hälfte aller Händler verkauft Lebensmittel und Getränke. Weibliche Mikrounternehmer im Bereich Dienstleistungen haben Restaurants (68 %) oder Friseursalone (17 %), Männer betreiben Bus- oder Taxiunternehmen (35 %), Kfz-Werkstätten (17 %) oder Restaurants (17 %). Frauen im Bereich Produktion stellen meist Textilien her (52 %), Männer Möbel (24 %).
70 % aller Mikrounternehmen bestehen aus einer einzigen Person und haben keine Angestellten und nur 10 % aller Unternehmen haben in ihrer Geschichte jemals zusätzliche Arbeitskräfte angestellt, obwohl die Firmen im Durchschnitt bereits mehr als 8 Jahre existieren. Fast alle Mikrounternehmer sind vollzeit und ganzjährig in ihrem Unternehmen beschäftigt und für zwei Drittel der Familien erwirtschaftet ihr Unternehmen mehr als die Hälfte des Familieneinkommens. Regional sind die Mikrounternehmen in Guayas (Guayaquil) (42 %) und Pichincha (Quito) (18 %) konzentriert. Zwei Drittel der Unternehmen sind von der Costa, nur 32 % aus der Sierra – obwohl 38 % der Bevölkerung in der Sierra lebt. Der Oriente ist ebenfalls deutlich unterrepräsentiert.
Anders als in zahlreichen anderen Ländern verkaufen Ecuadors Mikrounternehmer fast ausschließlich an Endkunden und lediglich 0,2 % der Mikrounternehmen produzieren für den Export. Das impliziert eine wenig elastische Nachfrage und schnelle Marktsättigung.

## Erdöl

### Produktion und Reserven
1967 wurde von einem US-amerikanischen Konsortium im Oriente Erdöl gefunden. Seitdem fünf Jahre später eine Pipeline zum Pazifik fertig gestellt wurde, ist Ecuador ein wichtiger Erdölproduzent. Ecuador produziert 509.000 Fass Erdöl am Tag (25 Millionen Tonnen pro Jahr). Damit produziert es etwa 0,6 % der Weltproduktion und liegt weltweit an 30. und in Südamerika nach Venezuela, Brasilien und Argentinien an vierter Stelle. Ecuador verbraucht etwa 160.000 Fass am Tag und exportiert damit fast 70 % seiner Produktion. Die gesicherten Reserven betragen 4,5 Milliarden Fass, die theoretische Förderreichweite damit etwa 25 Jahre. Gemessen an den Reserven belegt Ecuador den 25. Platz weltweit und den dritten in Südamerika (noch vor Argentinien).

### Pipelines und Raffinerien
Das Erdöl wird über zwei Pipelinesysteme zum Pazifik transportiert, die insgesamt 3346 km lang sind. Die erste Pipeline (Sistema de Oleoductos Trans-ecuatoriano de Petroecuador, SOTE) wurde 1972 eingeweiht und endet am Erdölhafen Balao bei Esmeraldas. Sie verläuft von Nueva Loja über den Paso de Papallacta vorbei an Quito nach Esmeraldas und hat eine Kapazität von 400.000 bpd. 1987 war die Pipeline wegen eines Erdbebenschadens mehr als sechs Monate außer Betrieb. Die zweite wichtige Pipeline Oleoducto de Crudos Pesados (OCP) wurde 2003 eingeweiht. Das OCP wurde von der WestLB mitfinanziert und steht in der Kritik von Umweltschützern. Es verläuft ebenfalls von Nueva Loja nach Esmeraldas, allerdings nicht die gesamte Zeit parallel zur SOTE. Die Kapazität des OCP beträgt 450.000 bpd, die Gesamtlänge beträgt 503 km. Außerdem wird in kleinerem Umfang das Oleoducto Transandino de Colombia (oder TransAndino) genutzt, das das Öl über Tumaco an den Pazifik bringt.
Mehr als 99 % der Produktion wird im Oriente gefördert, fast alles in Sucumbíos. 86 % davon fördert Petroecuador, der Rest eine Reihe ausländischer Firmen. Die wichtigsten Felder heißen Shushufindi-Aguarico, Sacha und Libertador. Die Raffineriekapiazitäten des Landes liegen momentan bei 177.000 bpd, davon 110.000 in Esmeraldas, 46.000 in La Libertad und 21.000 im Oriente. Eine vierte Raffinerie mit 200.000 bpd ist geplant. Öl und Erdgas decken 70 % des Primärenergiebedarf des Landes, der Rest wird durch Biomasse und Wasserkraft gedeckt.

### Nationalisierungstendenzen
Im Mai 2006 kündigte die ecuadorianische Regierung einseitig die Förderverträge mit dem US-amerikanischen Unternehmen Occidental Petroleum, das den größten Förderanteil an den nationalen Vorkommen hatte und darüber hinaus der größte Auslandsinvestor in Ecuador war. Die Felder werden der staatlichen Extraktionsfirma Petroecuador überstellt. Als Reaktion brach die US-Regierung die Verhandlungen mit Ecuador über ein Handelsabkommen ab. Occidental zeigte den ecuadorianischen Staat an, der Fall wird durch das Internationale Zentrum für die Beilegung von Investitionsstreitigkeiten verhandelt. Hintergrund der Kündigung der Förderverträge sind Bedingungen in den Verträgen zwischen Ecuador und Occidental: Occidental verkaufte Ende 2005 Anteile der Fördergebiete an ein kanadisches Unternehmen, der Vertrag zwischen beiden Seiten ließ aber einen Weiterverkauf der Fördergebiete nicht zu. Occidental Petroleum hat somit nach Ansicht der ecuadorianischen Regierung den Vertrag gebrochen und die Kündigung provoziert.

### Umweltprobleme und Menschenrechtsverletzungen
Die Erdölförderung in Ecuador führte von 1964 bis 1992 zur Ölkatastrophe im nördlichen Amazonastiefland Ecuadors. Immer noch treten größere Umweltbelastungen – insbesondere durch defekte Pipelines – auf. Der ehemalige ecuadorianische Präsident Rafael Correa berichtete, die allein von der Firma Texaco während ihrer zwanzigjährigen Tätigkeit im Amazonasgebiet verursachte Kontamination sei dreißigmal höher, als die der Exxon Valdez in Alaska. In einem Gerichtsverfahren wurde Texaco von der Klägerseite beschuldigt, über 68 Milliarden Liter öliger Abwässer in der Umwelt zurückgelassen zu haben (Die Exxon Valdez hatte damals 42 Millionen Liter Öl verloren). Nach 18-jährigem Rechtsstreit wurde der US-Ölkonzern Chevron, der im Jahr 2001 Texaco übernommen hatte, im Januar 2012 von einem ecuadorianischen Berufungsgericht dazu verurteilt, 18 Milliarden Dollar Entschädigung für die massive Zerstörung der Umwelt im ecuadorianischen Regenwald zu zahlen. Der Konzern kündigte an, vor einem Gericht in den USA gegen das Urteil vorgehen zu wollen. Da Chevron kaum noch Sachwerte in Ecuador besitzt, gehen Investoren in den USA davon aus, dass das Urteil das Unternehmen kaum etwas kosten werde.
Auch wird im Zusammenhang mit der Erdölförderung über zahlreiche Menschenrechtsverletzungen an den Ureinwohnern berichtet. Im Jahr 2005 wurden geheime Verträge der meisten Ölfirmen mit der ecuadorianischen Armee bekannt, in denen diese sich zu einer Schutzfunktion für die privaten Unternehmen verpflichtet haben und dazu, indigene Amazonas-Bewohner im Umkreis der Förderanlagen festzunehmen.
Im UNESCO-Biosphärenreservat Yasuni im Amazonastiefland liegen große Erdölvorkommen. Das Energieministerium der Regierung Correa plante 2007 mit der Yasuní-ITT-Initiative, dieses Erdöl nicht zu fördern. Stattdessen sollte ihrer Vorstellung nach die internationale Gemeinschaft dreißig Jahre lang die Hälfte des Nettogewinns, den das Land machen würde, wenn es das Öl ausbeutet, an Ecuador zahlen (kalkuliert wurde mit jährlich 350 Millionen US-Dollar über 30 Jahre). Die weltweit einzigartige und hochgelobte Initiative scheiterte jedoch 2013 mangels Unterstützung durch die internationale Gemeinschaft. Im gleichen Jahr begann die Erdölförderung im Nationalpark.
Ganz im Gegensatz zur ITT-Initiative standen die gleichzeitigen Bemühungen Ecuadors, die Ausbeutung der Bodenschätze in der südöstlichen Regenwald-Provinz Morona-Santiago – in der es trotz riesiger schutzwürdiger Flächen primärer Regenwälder bislang keine größeren Schutzgebiete gibt – voranzutreiben. Dazu wurden unter anderem Bergbaukonzessionen an chinesische Unternehmen vergeben. Ecuador hat von China Milliardenkredite für den Bau von Staudämmen und Straßen bekommen und fordert dafür nicht nur 80 Prozent der Ölproduktion Ecuadors. So hat das chinesische Unternehmen ExplorCobres 410 km² Land in der Provinz erworben, um eine Kupfermine zu eröffnen. Dagegen wehren sich die einheimischen indigenen Volksgruppen; vor allem entstand eine Widerstandsbewegung der Shuar, die bei den Planungen übergangen wurden. Nach massiven Protesten und Zusammenstößen zwischen Unternehmen und Indigenen erließ die Correa-Administration 2007 ein landesweites sogenanntes „Bergbaumandat“, durch das Konzessionen beendet wurden, bei denen weder eine Umweltverträglichkeitsprüfung noch eine Berücksichtigung der angestammten Ethnien stattgefunden hatten und das vorläufig neue Konzessionen verhinderte. Das Mandat wurde jedoch im Laufe der zehnjährigen Regierungszeit Correas immer weiter abgeschwächt und umgangen. Stattdessen weitete sich der Konflikt aus und es kam 2016 zur gewaltsamen Räumung und Zerstörung eines Dorfes. Bei den nachfolgenden schweren Auseinandersetzungen wurden mehrere Soldaten und Polizisten verwundet; ein Polizist kam ums Leben. Auf die Klärungsversuche des indigenen Dachverbandes CONFENIAE und der Umweltorganisation Acción Ecológica ging die Regierung nicht ein.

## Blumen
Seit Ende der 1980er Jahre werden in Ecuador in großem Stil Schnittblumen für den Export angebaut. Heute ist Ecuador nach den Niederlanden, Kolumbien und Kenia weltweit der viertgrößte Exporteur. Nach Erdöl, Bananen, Fischereiprodukten, Metallwaren und Garnelen sind Blumen Ecuadors sechstwichtigstes Exportgut. Seit Ende der 1960er Jahre in Kolumbien eine Blumenindustrie entstand, ist der Weltmarkt für Blumen heute weitgehend globalisiert. Mehr als 60 Länder exportieren Schnittblumen. Nachdem 2002 der Exportanteil von Schnittblumen bereits 6 % betragen hatte und Blumen nach Öl und Bananen auf Platz drei der Exporte standen, ist er heute wieder auf 3 % gesunken. 2006 wurden 114.000 Tonnen Blumen für 400 Mio. Dollar exportiert. Die mit Abstand wichtigste Blumensorte sind Rosen, die etwa drei Viertel aller Exporte ausmachen. 70 % aller Exporte gehen in die USA – dort kommen 70 % aller Schnittblumen aus Südamerika, davon fast die Hälfte aus Ecuador, der Rest fast ausschließlich aus Kolumbien. Auch für Russland, Japan und zahlreiche Länder im nahen Osten ist Ecuador der wichtigste Blumenlieferant, nicht aber für Europa. Der Export erfolgt ausschließlich per Flugzeug über den Flughafen Quito.
Die Blumenproduktion in Ecuador basiert auf den günstigen Produktionsfaktoren Land, Wasser und Arbeit sowie auf den für die Blumenzucht perfekten Äquatorsonne sowie der vielfältigen Topographie, die perfekte abgestimmte Bedingungen für jede Blumensorte erlaubt. Hauptanbaugebiete sind der Norden der Provinz Pichincha um die Stadt Cayambe sowie die Provinz Chimborazo. Die Produktion ist sehr arbeits-, kapital- und technologieintensiv. Die Blumen werden in Wintergärten mit aufwändigen Bewässerungsanlagen und hohem Einsatz von Pestiziden, Kunstdüngern und Fungiziden gezüchtet. Pro Hektar Wintergarten werden etwa 10 Arbeitskräfte benötigt. Gezüchtet werden die Blumen von etwa 400 Firmen, praktisch alle ecuadorianische hacendados oder internationale Firmen, viele davon aus Kolumbien. Eine typische Plantage hat etwa 25–50 ha und 250–500 Arbeitskräfte.
Die Arbeitsbedingungen in den Plantagen sind schlecht, die Belastung mit Chemikalien extrem hoch und die Arbeitszeiten lang und flexibel. Gewerkschaften werden nicht zugelassen. Die Bezahlung nach einem Akkord-System sorgt für extrem unsolidarische Arbeitsbedingungen. Kinderarbeit ist dagegen kaum vorzufinden.

## Tourismus
In den letzten Jahren hat sich auch der Tourismus zu einem wichtigen Wirtschaftszweig entwickelt, auch weil Ecuador als eines der Länder mit der höchsten Biodiversität der Welt gilt. Ecuador bietet darüber hinaus eine Vielfalt an Landschaften, die ihresgleichen suchen. Genannt seien die Galápagos-Inseln, die Straße der Vulkane und der tropische Bergwald am Osthang der Anden. Darüber hinaus wurde das koloniale Zentrum der Hauptstadt Quito als erster Ort überhaupt in das UNESCO-Weltkulturerbe aufgenommen.

## Finanzwirtschaft
Das Land führt zwei Wertpapierbörsen – die Bolsa de Valores de Quito und die Bolsa de Valores de Guayaquil. Der Leitindex wird als ECU-Index herausgegeben.

## Wirtschaftsgeschichte
Die Auslandsschulden Ecuadors wuchsen 1975 bis 1980 um das Neunfache, in den darauffolgenden fünf Jahren nochmals um 74 % und bis 1988 nochmals um 25 %. 1988 wurde umgeschuldet. 1998 betrugen die Auslandsschulden 13 Mrd. Dollar oder mehr als zwei Drittel des BIP – das war der höchste Wert in ganz Lateinamerika.